# 寺瀬今日子
寺瀬 今日子（てらせ きょうこ、1958年7月5日 - ）は、日本の女性声優、ナレーター、占い師。東京都出身。青二プロダクション所属。本名・旧芸名は寺瀬 めぐみ（てらせ めぐみ）。

## 略歴
日米英会話学院、文学座附属演劇研究所出身。以前はサムエンタープライズに所属していた。
デビューした当時は寺瀬 めぐみとして、文化放送『走れ!歌謡曲』のラジオパーソナリティなどでの活動。その後1型糖尿病に罹ったため一時活動を休止。1997年10月から現在の寺瀬 今日子と改名し、活動再開。
先述の闘病の際に臨死体験をしたと述べており、霊能者である祖母の影響もあり、人間の運命や見えない世界に興味を持ち、タロット・西洋占星術・周易・方位取り等を学ぶ。その後、松村潔に師事し、オーラ鑑定を行うようになる。占い師としての名前は、当初の「藤川 実紗」から現在は「富士川 碧砂（ふじかわ みさ）」に改名。

## 人物
音域はD2 - D4（ファルセットで下4）。
資格・免許は香調合師。趣味はスピリチュアルスポット巡り、読書。特技は占い（占星術・タロット・易）。

## 出演

### テレビアニメ
1988年
- キテレツ大百科（ローラ、庵主、絹江）
- YAWARA!（さやかの母）

1990年
- 魔法使いサリー（シリウス王妃）

1991年
- ドラゴンクエスト（アベルの母）
- ハイスクールミステリー学園七不思議（ゆう子の母）

1993年
- 剣勇伝説YAIBA（さやかの母）
- ツヨシしっかりしなさい（1993年 - 1994年、三友婦人、おばさんA）

1995年
- アニメ世界の童話（后、ミレディ）

2005年
- IGPX（アンドレの妻）
- 獣王星（プラネタリウムナレーション）
- Paradise Kiss（女将）
- ポケットモンスター アドバンスジェネレーション（ヨシエ）

2008年
- 鋼の錬金術師 FULLMETAL ALCHEMIST（奥方）
- ヒャッコ（小野トシ子）

2010年
- RAINBOW-二舎六房の七人-（バレモトの母）

2011年
- NO.6（女店主）

2013年
- 進撃の巨人（モーゼスの母）

2015年
- クレヨンしんちゃん（小津暮根代）

2016年
- 少年メイド（大家のおばさん）

2021年
- 名探偵コナン（竹内渚）

2023年
- ちびまる子ちゃん（霊感女）

### 劇場アニメ
- 東京ゴッドファーザーズ（2003年、幸子）

### OVA
1988年
- Crying フリーマン（ミランダ、ターニャ）

1989年
- ゴクウ（孔雀女）

1991年
- 帝都物語（遊女）
- 巴がゆく!（三島香織）

1992年
- 機神兵団（ソフィア鷹村、ヘレン）

1993年
- お江戸はねむれない!（薄雲の母）

1994年
- GATCHAMAN（ジョーの母）

1995年
- 人間革命（ナレーション）

1996年
- 銀河英雄伝説

2000年
- 名探偵コナン コナンvsキッドvsヤイバ 宝刀争奪大決戦!!（峰静香）

2008年
- 頭文字D Extra Stage 2（池谷の母親）
- METAL GEAR SOLID 2 BANDE DESSINEE（メリル・シルバーバーグ、オルガ・ゴルルコビッチ）

2009年
- 鋼の錬金術師 FULLMETAL ALCHEMIST DVD第1巻 映像特典『盲目の錬金術師』（ハンベルガング夫人〈奥方〉）

### ゲーム
1988年
- スーパーシュヴァルツシルト（ナレーション）
- 電忍アレスタ（アスタロス）

1989年
- スーパーシュヴァルツシルト2（ナレーション）
- ドラゴンスレイヤー英雄伝説（シルフィ）※PCエンジン

1992年
- アイル・ロード（キュスナー）

1994年
- ポリスノーツ（メリル・シルバーバーグ）

1995年
- 闘神伝S（クピードー）
- ブルー・シカゴ・ブルース（メラニー・ハート）

1997年
- フェーダ2 ホワイト=サージ・ザ・プラトゥーン（エリノア・ヘッカーズ）

1998年
- METAL GEAR SOLID（メリル・シルバーバーグ）

2001年
- METAL GEAR SOLID 2 SONS OF LIBERTY（オルガ・ゴルルコビッチ）

2008年
- METAL GEAR SOLID 4 GUNS OF THE PATRIOTS（メリル・シルバーバーグ）

2009年
- ヒャッコ よろずや事件簿!（小野トシ子）

2020年
- ペルソナ5 スクランブル ザ ファントム ストライカーズ（氷堂鞠子）

### ドラマCD
- BASARA（1994年、千草）
- CDシアター ドラゴンクエストIII、V（1994年、竜の女王、アイシス）

### ドラマ出演
- 土曜ワイド劇場（テレビ朝日）
  - 西村京太郎トラベルミステリー「日本縦断殺人ルート」（1992年4月4日） - 小池あき[8]

### 吹き替え

#### 映画
- アイス・ストーム
- 9か月（Dr. サッチャー）
- サンダーバード
- ストーン・コールド -影に潜む-
- トイズ
- バックファイヤー!
- フラッシュ・ゴードン（ヴェストラ）
- ミュータント・タートルズ ※VHS版
- メン・イン・ブラック2 ※テレビ朝日版

#### ドラマ
- うわさのツインズ リブとマディ（カレン・ルーニー）
- デスパレートな妻たち7（シスターマルタ）
- ナース・ジャッキー4
- バビロン5（スーザン・イワノバ）

#### アニメ
- カーズ（コーリー・ターボウィッツ）

### 特撮
- ウルトラマンネクサス（2004年、TLTアナウンスの声）
- 魔法戦隊マジレンジャー（2005年、冥府神三賢神スフィンクスの声）

### ラジオ
- 日野ミッドナイトグラフィティ 走れ!歌謡曲（文化放送、パーソナリティ）
- サイボーグ009 誕生編（エリカ）

### 舞台
- 北島三郎公演

### ナレーション
- 教育トゥデイ（NHK）
- 今夜もあなたのパートナー（NHK）
- 高校講座・世界史（NHK教育）
- ステップ&ジャンプ（歴史・社会） （NHK教育）
- ワールドニュースBS23（NHKBS）
- 雷波少年（日本テレビ）（サムシングエルス）
- 学校へ行こう!（TBS）
- ブロードキャスター（TBS）
- ベストタイム（TBS）
- 世界の怖い夜!（TBS）
- 快楽妊婦（フジテレビ）
- そこが聞きたい!構造改革（フジテレビ）
- 情報プレゼンター とくダネ!（フジテレビ） 生ナレーション
- オンタマ（テレビ朝日）
- 週刊地球TV（テレビ朝日）
- 世界が驚いたニッポン! スゴ∼イデスネ!!視察団（テレビ朝日）
- ビートたけしの禁断の大暴露!!超常現象(秘)Xファイル（テレビ朝日）
- クスリになるテレビ（テレビ東京）
- フジテレビ ショートショートドラマ制作部（BSフジ）
- 男の隠れ家（CS）
- とっても快感!ラブLOVEクリニック（MONDO21）
- 歌舞伎町ラブコマンダー（MONDO21）
- 大塚愛「LOVE PiECE Tour 2008 〜メガネかけなきゃユメがネェ!〜」VTRナレーション
- ラブコマンダー関西へ行く〜!（旅チャンネル）
- ちょいとマスカット!（テレビ東京）
- 弁護士といっしょです（テレビ朝日）
- ダウンタウンのガキの使いやあらへんで!!（日本テレビ）
- 防犯カメラが捉えた!衝撃コント映像（ABCテレビ、2022年1月16日 - ）

### その他コンテンツ
- 映像の世紀（NHK）声の出演
- リネットのホームワーク（NHKBS）リネット
- ふるさとフェア（東京ドーム） 総合司会
- オシタマ（BS朝日、富士川碧砂名義）
- オモクリ監督（フジテレビ、 ｢アニメ『恐怖の宅急便』｣）
- 突然ですが占ってもいいですか?（フジテレビ、富士川碧砂名義）

### 著書
（特記されているもの以外はすべて富士川碧砂名義）
- 「運を操る魔法」（扶桑社）
- 「お着物たろっと」（青山ライフ出版）
- 「マンガでわかる みるみる運気があがる本」（泰文堂、絵・アラキノゾミ）
- 「スピリチュアル星占い 2016年」（泰文堂〈東京〉）
- 「神さまを100%味方にする 開運和柄 日本人のDNAに秘められた《願望物質化》」（ヒカルランド）
- 「ちび魔女ねこぴと48人の女神 うらないパーフェクトBOOK」（「みさみさ」名義、小学館、絵・くらしきあお）